# Pampanito (khu tự quản)
Pampanito là một khu tự quản thuộc bang Trujillo, Venezuela. Thủ phủ của khu tự quản Pampanito đóng tại Pampanito. Khự tự quản Pampanito có diện tích 93 km2, dân số theo điều tra dân số ngày 21 tháng 10 năm 2001 là 22159 người.